# أبسوم مبقع
الأبسوم المبقع (بالإنجليزية: Spotted Cuscus)‏ (الإسم العلمي:Spilocuscus maculatus)، حيوان من عائلة الفلنجريات، يعيش في الغابات الاستوائية ويوجد بكثرة في أستراليا وغينيا الجديدة وبريطانيا، يُعتبر من الحيوانات الكسولة فهو ليس نشيطاً إذ يتحرك ببطء ليلاً ويمضي معظم وقته مختبئاً على الأشجار وينشط ليلاً للبحث عن طعامه الذي يتألف من الأوراق والثمار والطيور الصغيرة والزواحف. تلد الانثى من 2 ـ 4 صغار بعد فترة حمل تدوم 13 يوماً.
وهذا الحيوان شبيه بالقرد وله أذنان صغيرتان وذيل قوي عار من وسطه حتى طرفه وله فروٌ صوفي سميك بلون رمادي صديء ببقع بيضاء أو كريمية اللون، يعتبر الإنسان من أشد أعدائه إذ أن الناس يأكلونه في غينيا ويستفيدون من وبره، والتناسل عنده يحدث في كل أيام السنة.